# Mirosław Sznaucner
Mirosław Sznaucner (* 9. Mai 1979 in Będzin, Polen) ist ein polnischer ehemaliger Fußballspieler.

## Vereinskarriere
Seine Profikarriere startete Mirosław Sznaucner im Jahr 1999 bei seinem Jugendverein GKS Katowice in Polen. Nachdem er dort vier Jahre lang gespielt hatte, machte er Iraklis Thessaloniki auf sich aufmerksam und wechselte 2003 nach Griechenland. Nach vier Saisons wechselte er zum Stadtrivalen PAOK Thessaloniki. Bei PAOK war er, wie auch zuvor bei Iraklis, Stammspieler und brachte es in fünf Saisons auf 95 Ligaspiele. Zur Saison 2012/13 wechselte er zum Aufsteiger Veria FC.

## Nationalmannschaft
Unter dem früheren Nationaltrainer Paweł Janas spielte Sznaucner 2003 in zwei Freundschaftsspielen für die polnische Nationalmannschaft. In den Planungen der späteren Nationaltrainer Leo Beenhakker, Stefan Majewski und Franciszek Smuda spielte er allerdings keine Rolle mehr.